# Kawęczyn (Piotrków)
Pour les articles homonymes, voir Kawęczyn.
Kawęczyn (prononciation [kaˈvɛnt͡ʂɨn]) est un village de la gmina d'Aleksandrów, du powiat de Piotrków, dans la voïvodie de Łódź, situé dans le centre de la Pologne.
Il se situe à environ 2 kilomètres à l'ouest d'Aleksandrów (siège de la gmina), 25 kilomètres au sud-est de Piotrków Trybunalski (siège du powiat) et 67 kilomètres au sud-est de Łódź (capitale de la voïvodie).
Sa population s'élevait approximativement à 80 habitants en 2006 et 25 habitants en 2014.

## Administration
De 1975 à 1998, le village était attaché administrativement à l'ancienne voïvodie de Piotrków.

Depuis 1999, il fait partie de la nouvelle voïvodie de Łódź.